# Battaglia di Lovanio (1831)
La battaglia di Lovanio è stata una battaglia della campagna dei dieci giorni. La battaglia ebbe luogo il 12 agosto 1831. L'esercito olandese sconfisse i ribelli belgi e prese possesso della città il 13 agosto, ma decisero di ritirarsi perché l'esercito francese al comando di Étienne Maurice Gérard, aveva oltrepassato il confine per dare supporto ai ribelli.
Conclusero una tregua con i belgi, permettendo loro di prendere la città per poche ore il 13 agosto.

## La battaglia
Il 12 agosto 1831 il Principe Guglielmo II alla testa dell'esercito olandese ha raggiunto la periferia di Lovanio, dove il futuro re, il comandante belga Leopoldo I aveva stabilito il suo quartier generale. È scoppiata una battaglia in cui i belgi sono stati spinti indietro oltre il fiume Dyle e gli olandesi presero il Ijzerenberg a Herent.
Poi il Principe olandese Guglielmo apprese che un esercito francese di 70 000 uomini sotto il comando del Maresciallo Gérard aveva attraversato il confine per aiutare i belgi. Al fine di evitare una guerra con la Francia, il principe Guglielmo ha concluso una tregua con i belgi a Pellenberg. I combattimenti continuarono per un breve periodo, ma alle ore 16.30 del 13 agosto la campagna si concluse.
Il 13 agosto, come concordato nella tregua, agli olandesi è stato permesso di occupare simbolicamente la città sotto la guida dei principi Guglielmo e Federico. I principi hanno camminato attraverso la città e bevuto una birra in una locanda locale. Il 14 agosto gli olandesi si ritirarono. Le ultime truppe olandesi hanno ultimato il ritiro il 20 agosto.